# 拉韦皮耶尔 (卡尔瓦多斯省)
拉韦皮耶尔（法語：La Vespière，法語發音：[la vɛpjɛʁ] ⓘ）是法国卡尔瓦多斯省的一个旧市镇，位于该省东南部，属于利雪区。2016年1月1日，拉韦皮耶尔与相邻的弗里亚尔代勒合并为新市镇拉韦皮耶尔-弗里亚尔代勒（La Vespière-Friardel），拉韦皮耶尔为政府驻地。

## 地理
拉韦皮耶尔（49°1'7"N, 0°24'44"E）面积8.65 平方千米，位于法国诺曼底大区卡爾瓦多斯省，该省份为法国西北部沿海省份，北濒大西洋英吉利海峡，东北与滨海塞纳省以海上边界相接，东临厄尔省，南至奧恩省，西与芒什省接壤。
与拉韦皮耶尔接壤的市镇（或旧市镇、城区）包括：拉福勒蒂耶尔-阿布农、弗里亚尔代勒、奥尔贝克、拉沙佩勒戈捷、圣日尔曼拉康帕尼、圣让迪泰内。
拉韦皮耶尔的时区为UTC+01:00、UTC+02:00（夏令时）。

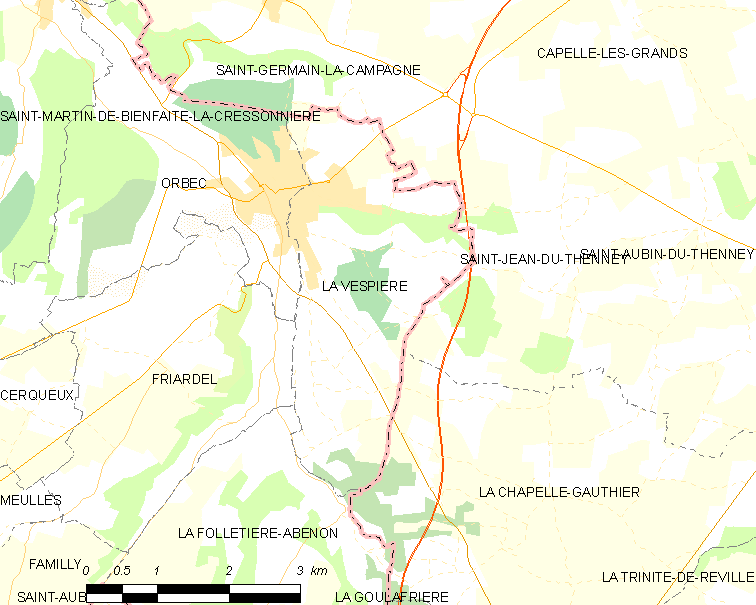
拉韦皮耶尔的OSM定位图

## 行政
拉韦皮耶尔的邮政编码为14290，INSEE市镇编码为14740。

## 政治
拉韦皮耶尔所属的省级选区为利瓦罗派多日县。

## 人口

1962-2008年间拉韦皮耶尔人口变化图示

拉韦皮耶尔于2018年1月1日时的人口数量为946人。